# Port lotniczy Herclijja
Port lotniczy Herclijja (hebr. שדה התעופה הרצליה, ICAO: LLHZ) – port lotniczy położony w mieście Herclijja w Izraelu.
Lotnisko jest wykorzystywane do lotów prywatnych samolotów i nauki latania. Nie ma terminalu pasażerskiego.

## Linie lotnicze i połączenia
- Ayit Aviation and Tourism (Tel Awiw-Sde Dov)
- Chim-Nir Aviation